# Wygwizdów (Gołuchów)
Wygwizdów – część wsi Gołuchów w Polsce, położona w województwie świętokrzyskim, w powiecie pińczowskim, w gminie Kije
W latach 1975–1998 Wygwizdów administracyjnie należał do województwa kieleckiego.